# Абель Мутаї
Абель Мутаї  (англ. Abel Mutai, 2 жовтня 1988) — кенійський легкоатлет, олімпійський медаліст.

## Виступи на Олімпіадах
| Олімпіада   | Дисципліна | Місце |
| ----------- | ---------- | ----- |
| Лондон 2012 | стиплчез   | 3     |

## Зовнішні посилання
- Досьє на sport.references.com [Архівовано 14 серпня 2012 у Wayback Machine.]